# Касс (округ, Миссури)
Округ Касс (англ. Cass County) — округ штата Миссури, США. Население округа на 2009 год составляло 100 184 человека. Административный центр округа — город Гаррисонвилл.

## История
Округ Касс основан в 1833 году.

## География
Округ занимает площадь 1810.4 км2.

## Демография
Согласно оценке Бюро переписи населения США, в округе Касс в 2009 году проживало 100 184 человека. Плотность населения составляла 55.3 человек на квадратный километр.